# Bahamy na Letnich Igrzyskach Olimpijskich 1964
Bahamy na Letnich Igrzyskach Olimpijskich 1964 reprezentowało 11 zawodników, byli to sami mężczyźni.

## Zdobyte medale
| Medal | Zawodnik                     | Dyscyplina | Konkurencja |
| ----- | ---------------------------- | ---------- | ----------- |
| Złoto | Durward Knowles, Cecil Cooke | Żeglarstwo | klasa star  |